# Беляницкое сельское поселение (Ивановская область)
Беляницкое сельское поселение — муниципальное образование в составе Ивановского района Ивановской области России. 
Центр — деревня Беляницы.

## История
Беляницкое сельское поселение образовано 25 февраля 2005 года в соответствии с Законом Ивановской области № 40-ОЗ.

## Население
| 2002  | 2010  | 2011  | 2012  | 2013  | 2014  | 2015  |
| ----- | ----- | ----- | ----- | ----- | ----- | ----- |
| 1706  | ↗2533 | ↘2531 | ↗2584 | ↗2609 | ↗2648 | ↗2680 |
| 2016  | 2017  | 2018  | 2019  | 2020  | 2021  |       |
| ↗2854 | ↗2946 | ↘2902 | ↘2836 | ↗2966 | ↗4162 |       |

## Состав сельского поселения
| №  | Населённый пункт | Тип населённого пункта          | Население |
| -- | ---------------- | ------------------------------- | --------- |
| 1  | Беляницы         | деревня, административный центр | ↗739      |
| 2  | Богородское      | деревня                         | 18        |
| 3  | Говядово         | деревня                         | ↗211      |
| 4  | Дьяково          | деревня                         | ↘117      |
| 5  | Заречье          | деревня                         | 8         |
| 6  | Иванцево         | деревня                         | ↘274      |
| 7  | Конохово         | деревня                         | ↘201      |
| 8  | Кривцово         | деревня                         | ↗145      |
| 9  | Крюково          | деревня                         | ↘33       |
| 10 | Мильцево         | деревня                         | ↘20       |
| 11 | Песочнево        | деревня                         | ↗258      |
| 12 | Семёновское      | село                            | ↘109      |
| 13 | Старово          | деревня                         | 3         |
| 14 | Уводь            | деревня                         | 175       |
| 15 | Хребтово         | деревня                         | ↘50       |
| 16 | Худынино         | деревня                         | ↘13       |
| 17 | Шуринцево        | деревня                         | ↗159      |